# Anopheles varuna
Anopheles varuna är en tvåvingeart som beskrevs av Iyengar 1924. Anopheles varuna ingår i släktet Anopheles och familjen stickmyggor. Inga underarter finns listade i Catalogue of Life.